# Pizzo Strinato
Le pizzo Strinato est une montagne qui s’élève à 2 836 m d’altitude dans les Alpes bergamasques, en Italie.